# Ylimmäinen Palojärvi
Ylimmäinen Palojärvi är en sjö i kommunen Kontiolax i landskapet Norra Karelen i Finland. Sjön ligger 122,7 meter över havet. Den är 15,5 meter djup. Arean är 53 hektar och strandlinjen är 5,44 kilometer lång. Sjön  ingår i Vuoksens huvudavrinningsområde.   Den ligger omkring 24 kilometer öster om Joensuu och omkring 390 kilometer nordöst om Helsingfors. 